# Tran To Nga
Trần Tố Nga est née le 30 mars 1942 à Sóc Trăng, alors dans le protectorat français d'Annam. Pendant la guerre du Viêt Nam, elle est journaliste, puis agente de liaison pour le Front national de libération. Après la guerre, elle devient directrice d’école avant de diriger une agence de voyages.

## Biographie
Trần Tố Nga est née dans une famille aisée favorable à l'indépendance. Elle est scolarisée à l'école Marie Curie de Saïgon où elle apprend le français. En 1955, à l'âge de 13 ans, elle est envoyée à Hanoï (République démocratique du Viêt Nam) par sa mère, alors résistante, pour la mettre à l'abri au cas où elle serait arrêtée.
Trần Tố Nga obtient son diplôme universitaire de Chimie en 1965, en pleine guerre du Viêt Nam et elle rejoint le mouvement du Front national de libération du Sud Viêt Nam le soir même. Elle voyage à pied pendant quatre mois, notamment sur la piste Hô Chi Minh, et rejoint le maquis au Sud. Pendant qu’elle couvrait les événements en tant que journaliste, Trần Tố Nga a été contaminée par l'agent orange.
En 1966, dans la région de Củ Chi (nord de Saïgon), elle voit un « nuage blanc », une longue traînée dans le sillage d’un C-123 de l’armée américaine, comme elle l’écrit dans son autobiographie, « une pluie gluante dégouline sur mes épaules et se plaque sur ma peau. Une quinte de toux me prend. […] Je vais me laver. Et puis j’oublie aussitôt ». Dans les mois qui suivent, elle est à nouveau victime des épandages d’agent orange que les États-Unis ont déversés par millions de litres sur le Vietnam entre 1961 et 1970 : « Comme je suivais les troupes du Front national de libération du Sud-Vietnam pour l’agence d’information Giai Phong, je traversais la jungle, marchais dans les marécages, en me trempant dans des zones humides et des sols pollués ». Pour ses activités de journaliste et d’agente de liaison pour le FNL, elle sera emprisonnée et libérée le 30 avril 1975, le jour de la libération du Vietnam.
Sa fille aînée, Viêt Haï, née en 1968 dans le maquis, est atteinte d'une malformation cardiaque, la tétralogie de Fallot. Sa fille décède à l'âge de 17 mois. Trần Tố Nga a deux autres filles, l’une née en 1971 et l’autre en prison en 1974. Elles sont toutes deux atteintes de malformations cardiaques et osseuses. Elle‐même souffre d'un cancer du sein, de diabète de type 2, d’alpha-thalassémie et de tuberculose à répétition, pathologies causées par la dioxine. Dans sa biographie, elle résume : « mes descendants et moi-même sommes empoisonnés. L’examen de la fameuse liste des maladies établies par les Américains, permet de dire que je souffre de 5 des 17 pathologies inventoriées ».

## Lutte contre les effets de l'agent orange
Trần Tố Nga témoigne au tribunal d'opinion pour les victimes vietnamiennes de l’agent orange/dioxine, qui se déroule à Paris les 15 et 16 mai 2009. Les juges venus d’Afrique, d’Amérique du Nord et du Sud, d’Asie et d’Europe, le tribunal est présidé par le juge Jitendra Sharma. Les conclusions de ce tribunal sont remises au président de la République démocratique du Viêt Nam, au président des États-Unis d’Amérique et au secrétaire général de l'ONU.
Au printemps 2014, Trần Tố Nga a assigné 26 multinationales de l'industrie agrochimique américaine ayant fabriqué ou fourni l'agent orange dont Monsanto et Dow Chemical,. L’agent orange déversé sur les terres du Sud Vietnam d’une partie du Cambodge et du Laos, notamment pour défolier la piste Hô Chi Minh, contenait de la dioxine (TCDD), un résidu de fabrication toxique. À ses côtés se tiennent le comité de soutien à Trần Tố Nga, le collectif Vietnam Dioxine, le Collectif Stop Monsanto-Bayer et l’agrochimie, ainsi que de nombreuses autres personnalités politiques et associations environnementales et solidaires : le collectif zéro chlordécone zéro poison, l’eurodéputée Marie Toussaint, la juriste Valérie Cabanes, etc.
À la suite des évolutions (disparition, fusions, acquisitions) de ces entreprises, quatorze firmes seront finalement assignées au procès : Dow Chemical Company, Monsanto Company, Hercules Inc, Uniroyal Chemical Co Inc, Uniroyal Chemical Acquisition Corporation, Uniroyal Inc, Uniroyal Chemical Holding Company, Occidental Chemical Corporation, Maxus Energy Corporation, Tierra Solution Inc, Chemical Land Holdings, Th Agriculture and Nutrition Co, Hacros Chemicals Inc, Pharmacia & Upjohn Incorporated.
Le tribunal de grande instance d'Évry reçoit la plainte, à la faveur d'une modification de la loi qui autorise un ressortissant français à intenter une action en justice pour des faits commis en dehors du territoire français par un étranger. La plainte est déposée au civil portée par les avocats Bertrand Repolt, Amélie Lefebvre et le ténor du barreau William Bourdon. L’audience de mise en état du 29 juin 2020 a fixé la date des plaidoiries du procès intenté par Trần Tố Nga au 12 octobre 2020, audience ensuite reportée au 25 janvier 2021.
Deux tribunes signées par de nombreuses personnalités et associations, réclamant la « justice pour Tran To Nga et les victimes de l'agent orange », paraissent le 7 août 2020 et le 18 janvier 2021. De nombreuses associations et personnalités politiques ont signé une lettre de soutien à Trần Tố Nga dans son procès contre les firmes chimiques américaines, parue en juin 2021.
Les plaidoiries ont eu lieu le 25 janvier 2021, la décision du tribunal de première instance a été rendue le 10 mai 2021. Le tribunal a jugé la demande irrecevable, reprenant à son compte les arguments des entreprises agrochimiques. Les avocats de Tran To Nga ont interjeté appel de cette décision. Le 22 août 2024, la cour d'appel de Paris a interjeté cet appel, reprenant une seconde fois, les arguments des entreprises agrochimiques.

## Publications
Ma Terre empoisonnée, Stock, 23 mars 2016  (ISBN 2234079012), autobiographie.

## Documentaires
- Alan Alderson et Kate Taverna (2020), Agent Orange : la dernière bataille, dans lequel Trần Tố Nga détaille ses démarches légales.
- Thuy Tien Ho et Laurent Lindebrings, Agent Orange : une bombe à retardement, Orchidées